# Тарасона-де-Гуаренья
Тарасона-де-Гуаренья (ісп. Tarazona de Guareña) — муніципалітет в Іспанії, у складі автономної спільноти Кастилія-і-Леон, у провінції Саламанка. Населення — 370 осіб (2010).
Муніципалітет розташований на відстані близько 150 км на північний захід від Мадрида, 41 км на північний схід від Саламанки.

## Демографія
Динаміка населення (INE ):